# Kanton Moncontour (Côtes-d'Armor)
Moncontour is een voormalig kanton van het Franse departement Côtes-d'Armor. Het kanton maakte deel uit van het arrondissement Saint-Brieuc. Het kanton werd opgeheven bij decreet van 13 februari 2014 met uitwerking op 22 maart 2015.

## Gemeenten
Het kanton Moncontour omvatte de volgende gemeenten:
- Bréhand
- Hénon
- Moncontour (hoofdplaats)
- Penguily
- Quessoy
- Saint-Carreuc
- Saint-Glen
- Saint-Trimoël
- Trébry
- Trédaniel